# Diplostomidae
Die Diplostomidae sind eine Familie digener Saugwürmer, die im Dünndarm von Säugetieren und Vögeln parasitieren. Die Familie ist paraphyletisch.
Die Vertreter der Familie haben einen deutlich zweigeteilten Körper. Der Vorderkörper ist blattartig, der Hinterkörper konisch. Die Vertreter haben neben dem Mund- und Bauchsaugnapf noch ein drittes Haftorgan, das tribozytische Organ. Typischerweise haben die Vertreter einen dreiwirtigen Lebenszyklus. Erster Zwischenwirt sind Schnecken, zweiter Fische, Amphibien, Muscheln oder Ringelwürmer. Im Lebenszyklus ist häufig ein Zerkarien-Vorstadium in einem Stapelwirt, die Mesozerkarie, der eigentlichen Gabelschwanzzerkarie vorgeschaltet.

## Gattungen
Die Familie wurde nach Wirten, morphologischen Kriterien und Zerkarien in vier Unterfamilien unterteilt: Diplostominae, Crassiohialinae, Alariinae und Codonocephalinae. Eine aktuelle Studie konnte anhand von molekulargenetischen Kriterien und der Revision morphologischer Merkmale diese Untergliederung aber nicht bestätigen. Diplostomatidae enthält folgende Gattungen:
- Alaria Schrank, 1788
- Bolbophorus Dubois, 1935
- Posthodiplostomum Dubois, 1936
- Austrodiplostomum Szidat & Nani, 1951
- Bursacetabulus Dronen, Tehrany & Wardle, 1999
- Bursatintinnabulus Tehrany, Dronen & Wardle, 1999
- Diplostomum von Nordmann, 1832
- Harvardia Baer, 1932
- Tylodelphys Diesing, 1850
- Uvulifer Yamaguti, 1934